# S-tog E

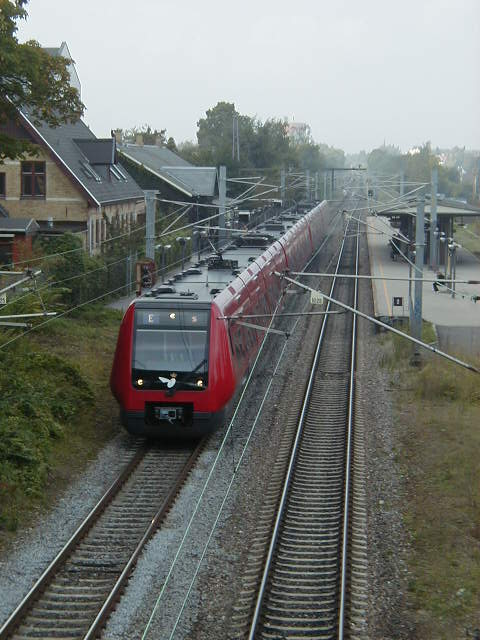
Lijn E op Station Gentofte.

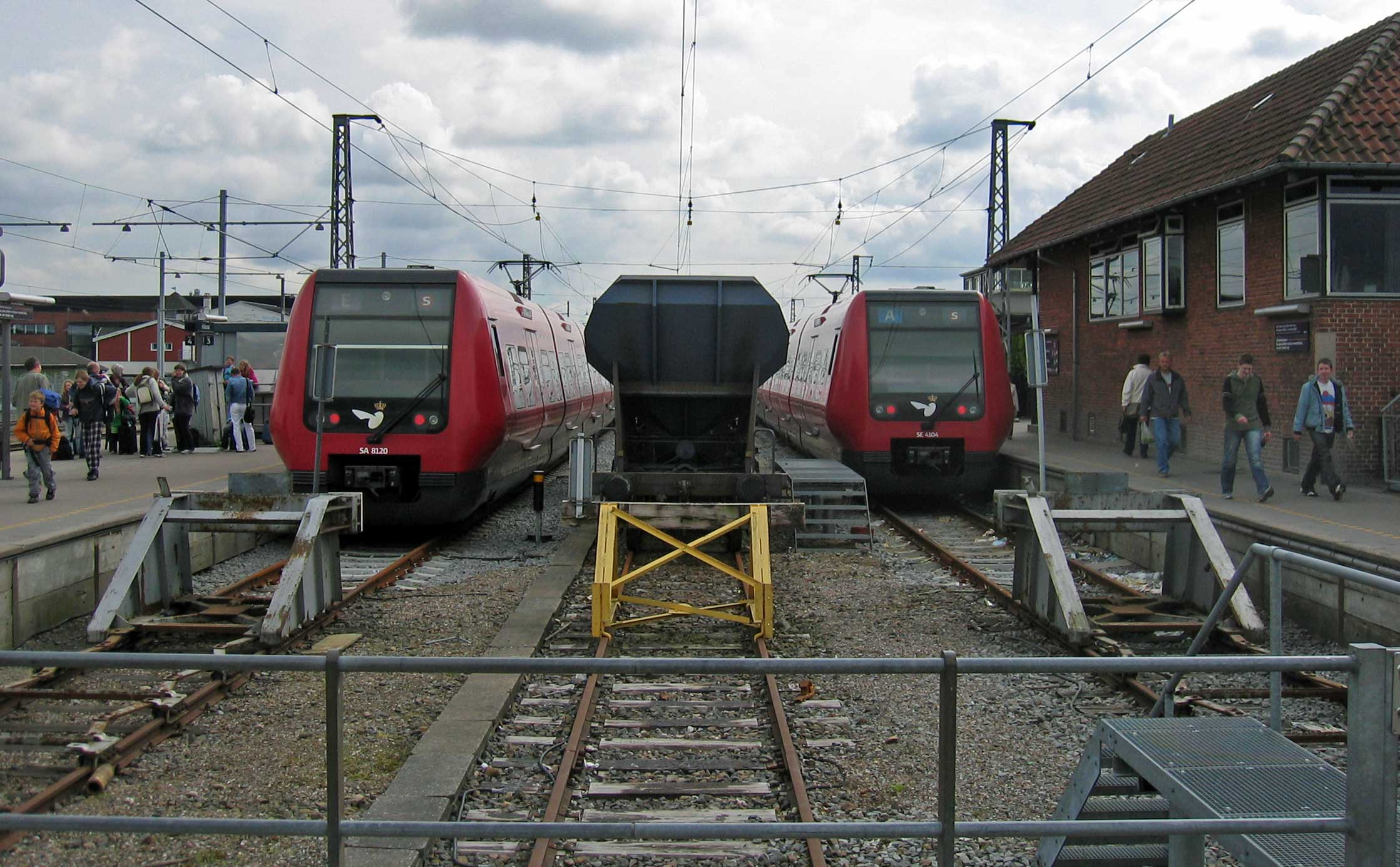
Lijn E op Station Hillerød.

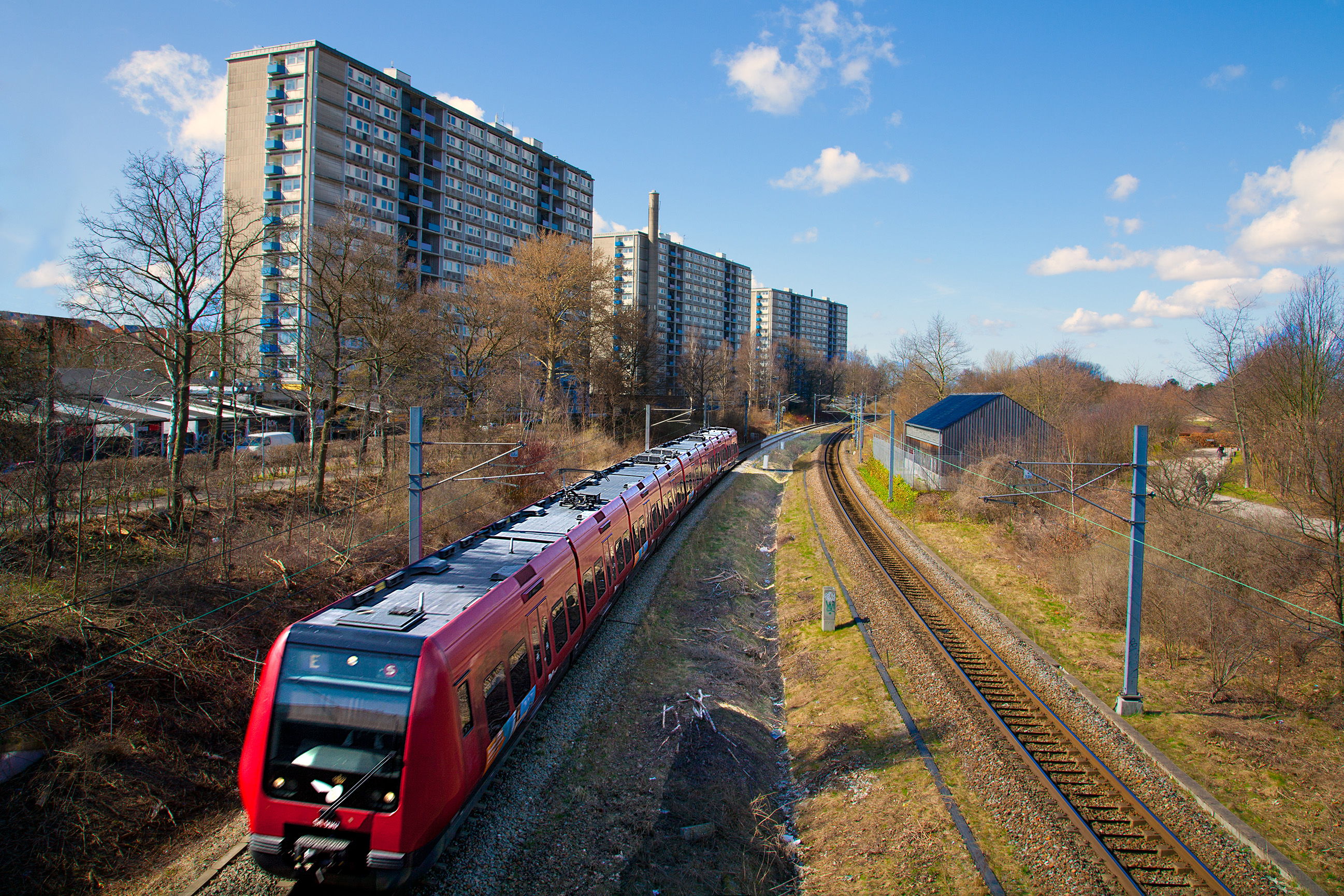
Lijn E op Station Sorgenfri.

S-tog E is een S-toglijn tussen Holte en Køge via Københavns Hovedbanegård.
Tot aan 2007 werd alleen een 20 minutendienst gereden, aangevuld met de lijn Ex (1968 - 1972) (1993 - 2007).
Deze lijn wordt vaak ook de Snelle lijn (Deens: "Hurtig linje") genoemd.

## Geschiedenis
Lijn E werd geïntroduceerd bij de opening van de S-tog in 1968.
| Naam | Zuid-einde                                                                                    | Jaar      | Noord-einde                                                                                            |
| ---- | --------------------------------------------------------------------------------------------- | --------- | --- |
| E    | eindstation op Københavns Hovedbanegård                                                       | 1968–1972 | Nordbanen: naar Hillerød; zonder stop tussen Østerport en Holte                                        |
| E    | Vestbanen: Naar Taastrup (ma-za); zonder stop tot Valby                                       | 1972–1973 | Nordbanen: naar Hillerød; zonder stop tussen Østerport en Holte                                        |
| E    | Zoals voorgaande jaren, echter alleen in de daguren (ma-vrij)                                 | 1973–1979 | Nordbanen: naar Hillerød; zonder stop tussen Østerport en Holte                                        |
| E    | Køge Bugt-banen: Naar Solrød Strand tijdens de daguren (ma-vrij); zonder stop tot aan Hundige | 1979–1983 | Nordbanen: naar Hillerød; zonder stop tussen Østerport en Holte                                        |
| E    | naar Køge, zonder stop tussen Københavns Hovedbanegård en Sjælør en Hundige                   | 1983–1989 | Nordbanen: naar Hillerød; zonder stop tussen Østerport en Holte                                        |
| E    | Zoals voorgaande jaren, echter met stop op Ishøj                                              | 1989–1991 | naar Hellerup; tijdens de daguren verlengd naar Hillerød (ma-vrij), zonder stop tot aan Holte          |
| E    | Zoals voorgaande jaren, echter met stop op Ishøj                                              | 1991–2002 | Zoals voorgaande jaren, echter met stop op Lyngby                                                      |
| E    | Zoals voorgaande jaren, echter met stop op Friheden                                           | 2002–2005 | Zoals voorgaande jaren, echter met stop op Lyngby                                                      |
| E    | Zoals voorgaande jaren, echter met stop op Friheden                                           | 2006      | Zoals voorgaande jaren, echter met Lyngby als eindstation, wanneer er niet naar Hillerød werd gereden. |
| E    | Zoals voorgaande jaren, echter met stop op Ny Ellebjerg                                       | 2007      | Zoals voorgaande jaren, echter met Lyngby als eindstation, wanneer er niet naar Hillerød werd gereden. |
| E    | naar Køge, zonder stop tussen Ny Ellebjerg en Ishøj                                           | Sep 2007- | Zoals voorgaande jaren, alle treinen rijden echter naar Hillerød                                       |

### Ex
Lijn Ex werd voor het eerst gebruikt in 1968, maar werd later samengevoegd met lijn Cx in 1972. In 1983 werd een nieuwe lijn Ex in gebruik genomen op de lijn naar station.
| Naam                                       | Zuid-einde                                                                                             | Jaar      | Noord-einde                                                       |
| ------------------------------------------ | --- | --------- | ----------------------------------------------------------------- |
| Ex                                         | eindstation op Københavns Hovedbanegård                                                                | 1968–1972 | Nordbanen: naarHillerød, zonder stop tussen Østerport en Birkerød |
| vervangen door lijn Cx                     | |           |                                                                   |
| Ex                                         | Køge Bugt-banen: naar Køge, zonder stop tussen Københavns Hovedbanegård en Sjælør en Hundige           | 1983–1986 | eindstation op Københavns Hovedbanegård                           |
| Ex                                         | zoals de voorgaande jaren, echter met stop op Ishøj                                                    | 1986–1989 | eindstation op Københavns Hovedbanegård                           |
| Ex                                         | zoals de voorgaande jaren, echter alle haltes tot aan Sjælør                                           | 1989–1995 | eindstation op Hellerup                                           |
| Ex                                         | naar Solrød Strand, zonder stop tussen Københavns Hovedbanegård en Sydhavn en tussen Friheden en Ishøj | 1995–1998 | zonder stop Østerport - Hellerup                                  |
| Ex                                         | zoals de voorgaande jaren, echter zonder stop op Sydhavn                                               | 1998–2004 | alle haltes tot aan Hellerup                                      |
| Ex                                         | vanaf Køge, zonder stop tussen Ishøj en Sjælør en Københavns Hovedbanegård                             | 2005–2006 | eindstation på Østerport                                          |
| Ex                                         | zoals de voorgaande jaren, echter met stop op Ny Ellebjerg                                             | 2007      | eindstation på Østerport                                          |
| Deze dienst werd september 2007 beëindigd. | |           |                                                                   |

## Stations
| Station                  | Overstappunt | Foto * | Type                         | Geopend           | Ligging                        | Opmerkingen |
| ------------------------ | ------------ | ------ | ---------------------------- | ----------------- | ------------------------------ | ----------- |
| Holte                    |              | 130 !  | maaiveld                     | 8 juni 1864       | 55° 48′ 27″ NB, 12° 28′ 7″ OL  |             |
| Virum                    |              | 140 !  | talud                        | 1 oktober 1928    | 55° 47′ 44″ NB, 12° 28′ 23″ OL |             |
| Sorgenfri                |              | 150 !  | maaiveld                     | 15 mei 1936       | 55° 46′ 52″ NB, 12° 29′ 1″ OL  |             |
| Lyngby                   |              | 160 !  | maaiveld                     | 1 oktober 1863    | 55° 45′ 5″ NB, 12° 30′ 11″ OL  |             |
| Jægersborg               | Lokaltog     | 170 !  | viaductstation               | 15 mei 1936       | 55° 45′ 42″ NB, 12° 31′ 17″ OL |             |
| Gentofte                 |              | 180 !  | maaiveld                     | 1 oktober 1863    | 55° 45′ 13″ NB, 12° 32′ 30″ OL |             |
| Bernstorffsvej           |              | 190 !  | talud                        | 15 mei 1936       | 55° 44′ 35″ NB, 12° 33′ 27″ OL |             |
| Hellerup                 |              | 340 !  | maaiveld                     | 22 juli 1863      | 55° 43′ 51″ NB, 12° 34′ 1″ OL  |             |
| Svanemøllen              |              | 360 !  | maaiveld                     | 15 mei 1934       | 55° 42′ 56″ NB, 12° 34′ 41″ OL |             |
| Nordhavn                 |              | 370 !  | talud                        | 15 mei 1934       | 55° 42′ 22″ NB, 12° 35′ 26″ OL |             |
| Østerport                |              | 380 !  | uitgraving                   | 2 augustus 1897   | 55° 41′ 35″ NB, 12° 35′ 15″ OL |             |
| Nørreport                |              | 390 !  | ondiep gelegen zuilenstation | 1 juli 1918       | 55° 40′ 59″ NB, 12° 34′ 16″ OL |             |
| Vesterport               |              | 400 !  | uitgraving                   | 15 mei 1934       | 55° 40′ 33″ NB, 12° 33′ 45″ OL |             |
| Københavns Hovedbanegård |              | 410 !  | maaiveld                     | 1 december 1911   | 55° 40′ 21″ NB, 12° 33′ 51″ OL |             |
| Dybbølsbro               |              | 420 !  | maaiveld                     | 1 november 1934   | 55° 39′ 53″ NB, 12° 33′ 34″ OL |             |
| Sydhavn                  |              | 560 !  | viaductstation               | 1 oktober 1972    | 55° 39′ 17″ NB, 12° 32′ 14″ OL |             |
| Sjælør                   |              | 570 !  | talud                        | 1 oktober 1972    | 55° 39′ 6″ NB, 12° 31′ 38″ OL  |             |
| Ny Ellebjerg             |              | 580 !  | viaductstation               | 6 januari 2007    | 55° 39′ 8″ NB, 12° 30′ 57″ OL  |             |
| Ishøj                    |              | 640 !  | talud                        | 26 september 1976 | 55° 36′ 48″ NB, 12° 21′ 28″ OL |             |
| Hundige                  |              | 650 !  | maaiveld                     | 26 september 1976 | 55° 35′ 51″ NB, 12° 20′ 1″ OL  |             |
| Greve                    |              | 660 !  | talud                        | 30 september 1979 | 55° 34′ 52″ NB, 12° 17′ 44″ OL |             |
| Karlslunde               |              | 670 !  | talud                        | 30 september 1979 | 55° 33′ 57″ NB, 12° 16′ 8″ OL  |             |
| Solrød Strand            |              | 680 !  | talud                        | 30 september 1979 | 55° 32′ 0″ NB, 12° 13′ 5″ OL   |             |
| Jersie                   |              | 690 !  | talud                        | 25 september 1983 | 55° 31′ 15″ NB, 12° 12′ 31″ OL |             |
| Køge Nord                |              | 700 !  | maaiveld                     | 31 mei 2019       | 55° 30′ 5″ NB, 12° 10′ 20″ OL  |             |
| Ølby                     |              | 710 !  | talud                        | 25 september 1983 | 55° 28′ 47″ NB, 12° 10′ 33″ OL |             |
| Køge                     |              | 720 !  | maaiveld                     | 1870              | 55° 27′ 27″ NB, 12° 11′ 11″ OL |             |

* De sorteerwaarde van de foto is de ligging langs de lijn